# Résultats par département des élections législatives françaises de 1993
L'élection des députés de la Xe législature de la Cinquième République française a eu lieu les 21 et 28 mars 1993. Voici les résultats par département et par collectivité.

## Ain

Députés élus de l'Ain par circonscription

| Circonscription | Député sortant | Parti | Parti     | Député élu ou réélu | Parti | Parti     |
| --------------- | -------------- | ----- | --------- | ------------------- | ----- | --------- |
| 1re             | Jacques Boyon  |       | RPR       | Jacques Boyon       |       | RPR       |
| 2e              | Lucien Guichon |       | RPR       | Lucien Guichon      |       | RPR       |
| 3e              | Charles Millon |       | UDF (PR)  | Charles Millon      |       | UDF (PR)  |
| 4e              | Michel Voisin  |       | UDF (CDS) | Michel Voisin       |       | UDF (CDS) |

## Aisne

Députés élus de l'Aisne par circonscription

| Circonscription | Député sortant        | Parti | Parti     | Député élu ou réélu   | Parti | Parti     |
| --------------- | --------------------- | ----- | --------- | --------------------- | ----- | --------- |
| 1re             | René Dosière          |       | PS        | Jean-Claude Lamant    |       | RPR       |
| 2e              | Daniel Le Meur        |       | PCF       | Charles Baur          |       | UDF (PSD) |
| 3e              | Jean-Pierre Balligand |       | PS        | Jean-Pierre Balligand |       | PS        |
| 4e              | Bernard Lefranc       |       | PS        | Emmanuelle Bouquillon |       | UDF (PSD) |
| 5e              | André Rossi           |       | UDF (Rad) | André Rossi           |       | UDF (Rad) |

## Allier

Députés élus de l'Allier par circonscription

| Circonscription | Député sortant     | Parti        | Parti        | Député élu ou réélu   | Parti | Parti    |
| --------------- | ------------------ | ------------ | ------------ | --------------------- | ----- | -------- |
| 1re             | François Colcombet |              | PS           | Pierre-André Périssol |       | RPR      |
| 2e              | Pierre Goldberg    |              | PCF          | Jean Gravier          |       | UDF (AD) |
| 3e              | André Lajoinie     |              | PCF          | Bernard Coulon        |       | UDF (PR) |
| 4e              | Siège vacant       | Siège vacant | Siège vacant | Claude Malhuret       |       | UDF (PR) |

## Alpes-de-Haute-Provence

Députés élus des Alpes-de-Haute-Provence par circonscription

| Circonscription | Député sortant  | Parti | Parti | Député élu ou réélu | Parti | Parti |
| --------------- | --------------- | ----- | ----- | ------------------- | ----- | ----- |
| 1re             | François Massot |       | PS    | Pierre Rinaldi      |       | RPR   |
| 2e              | André Bellon    |       | PS    | Pierre Delmar       |       | RPR   |

## Hautes-Alpes

Députés élus des Hautes-Alpes par circonscription

| Circonscription | Député sortant    | Parti | Parti | Député élu ou réélu | Parti | Parti |
| --------------- | ----------------- | ----- | ----- | ------------------- | ----- | ----- |
| 1re             | Daniel Chevallier |       | PS    | Henriette Martinez  |       | RPR   |
| 2e              | Patrick Ollier    |       | RPR   | Patrick Ollier      |       | RPR   |

## Alpes-Maritimes

Députés élus des Alpes-Maritimes par circonscription

| Circonscription | Député sortant    | Parti | Parti     | Député élu ou réélu | Parti | Parti     |
| --------------- | ----------------- | ----- | --------- | ------------------- | ----- | --------- |
| 1re             | Charles Ehrmann   |       | UDF (PR)  | Charles Ehrmann     |       | UDF (PR)  |
| 2e              | Martine Daugreilh |       | RPR       | Christian Estrosi   |       | RPR       |
| 3e              | Rudy Salles       |       | UDF (PR)  | Rudy Salles         |       | UDF (PR)  |
| 4e              | Emmanuel Aubert   |       | RPR       | Emmanuel Aubert     |       | RPR       |
| 5e              | Christian Estrosi |       | RPR       | Gaston Franco       |       | RPR       |
| 6e              | Suzanne Sauvaigo  |       | RPR       | Suzanne Sauvaigo    |       | RPR       |
| 7e              | Pierre Merli      |       | UDF (Rad) | Pierre Merli        |       | UDF (Rad) |
| 8e              | Louise Moreau     |       | UDF (AD)  | Louise Moreau       |       | UDF (AD)  |
| 9e              | Pierre Bachelet   |       | RPR       | Pierre Bachelet     |       | RPR       |

## Ardèche

Députés élus de l'Ardèche par circonscription

| Circonscription                                  | Député sortant                              | Parti | Parti | Député élu ou réélu | Parti | Parti    |
| ------------------------------------------------ | ------------------------------------------- | ----- | ----- | ------------------- | ----- | -------- |
| 1re                                              | Claude Laréal* suppléant de Robert Chapuis  |       | PS    | Amédée Imbert       |       | UDF (PR) |
| 2e                                               | Henri-Jean Arnaud suppléant de Régis Perbet |       | RPR   | Henri-Jean Arnaud   |       | RPR      |
| 3e                                               | Jean-Marie Alaize                           |       | PS    | Jean-Marie Roux     |       | RPR      |
| * député sortant ne se représentant pas en 1993. |                                             |       |       |                     |       |          |

## Ardennes

Députés élus des Ardennes par circonscription

| Circonscription | Député sortant  | Parti | Parti | Député élu ou réélu | Parti | Parti         |
| --------------- | --------------- | ----- | ----- | ------------------- | ----- | ------------- |
| 1re             | Roger Mas       |       | PS    | Michel Vuibert      |       | UDF (CDS)     |
| 2e              | Gérard Istace   |       | PS    | Philippe Mathot     |       | UDF (PR)      |
| 3e              | Jean-Paul Bachy |       | PS    | Claude Vissac       |       | Divers droite |

## Ariège

Députés élus de l'Ariège par circonscription

| Circonscription | Député sortant     | Parti | Parti | Député élu ou réélu | Parti | Parti         |
| --------------- | ------------------ | ----- | ----- | ------------------- | ----- | ------------- |
| 1re             | Augustin Bonrepaux |       | PS    | Augustin Bonrepaux  |       | PS            |
| 2e              | René Massat        |       | PS    | André Trigano       |       | Divers droite |

## Aube

Députés élus de l'Aube par circonscription

| Circonscription | Député sortant  | Parti | Parti    | Député élu ou réélu | Parti | Parti    |
| --------------- | --------------- | ----- | -------- | ------------------- | ----- | -------- |
| 1re             | Pierre Micaux   |       | UDF (AD) | Pierre Micaux       |       | UDF (AD) |
| 2e              | Robert Galley   |       | RPR      | Robert Galley       |       | RPR      |
| 3e              | Michel Cartelet |       | PS       | François Baroin     |       | RPR      |

## Aude

Députés élus de l'Aude par circonscription

| Circonscription | Député sortant    | Parti | Parti | Député élu ou réélu | Parti | Parti    |
| --------------- | ----------------- | ----- | ----- | ------------------- | ----- | -------- |
| 1re             | Joseph Vidal      |       | PS    | Gérard Larrat       |       | UDF (PR) |
| 2e              | Régis Barailla    |       | PS    | Alain Madalle       |       | RPR      |
| 3e              | Jacques Cambolive |       | PS    | Daniel Arata        |       | RPR      |

## Aveyron

Députés élus de l'Aveyron par circonscription

| Circonscription | Député sortant   | Parti | Parti     | Député élu ou réélu | Parti | Parti     |
| --------------- | ---------------- | ----- | --------- | ------------------- | ----- | --------- |
| 1re             | Jean Briane      |       | UDF (CDS) | Jean Briane         |       | UDF (CDS) |
| 2e              | Jean Rigal       |       | MRG       | Serge Roques        |       | UDF (PR)  |
| 3e              | Jacques Godfrain |       | RPR       | Jacques Godfrain    |       | RPR       |

## Bouches-du-Rhône

Députés élus des Bouches-du-Rhône par circonscription

| Circonscription                                 | Député sortant                                    | Parti | Parti     | Député élu ou réélu  | Parti | Parti     |
| ----------------------------------------------- | ------------------------------------------------- | ----- | --------- | -------------------- | ----- | --------- |
| 1re                                             | Roland Blum                                       |       | UDF (PR)  | Roland Blum          |       | UDF (PR)  |
| 2e                                              | Jean-François Mattéi                              |       | UDF (PR)  | Jean-François Mattéi |       | UDF (PR)  |
| 3e                                              | Philippe Sanmarco                                 |       | PS        | Jean Roatta          |       | UDF (PR)  |
| 4e                                              | Guy Hermier                                       |       | PCF       | Guy Hermier          |       | PCF       |
| 5e                                              | Janine Écochard                                   |       | PS        | Renaud Muselier      |       | RPR       |
| 6e                                              | Jean-Claude Chermann* suppléant de Bernard Tapie  |       | DVG       | Guy Teissier         |       | UDF (PR)  |
| 7e                                              | Michel Pezet                                      |       | PS        | Bernard Leccia       |       | RPR       |
| 8e                                              | Marius Masse                                      |       | PS        | Marius Masse         |       | PS        |
| 9e                                              | Jean Tardito                                      |       | PCF       | Jean Tardito         |       | PCF       |
| 10e                                             | Yves Vidal*                                       |       | MRG       | Bernard Tapie        |       | MRG       |
| 11e                                             | Christian Kert                                    |       | UDF (CDS) | Christian Kert       |       | UDF (CDS) |
| 12e                                             | Henri d'Attilio                                   |       | PS        | Henri d'Attilio      |       | PS        |
| 13e                                             | Paul Lombard                                      |       | PCF       | Olivier Darrason     |       | UDF (PR)  |
| 14e                                             | Jean-Pierre de Peretti*                           |       | DVD       | Jean-Bernard Raimond |       | RPR       |
| 15e                                             | Léon Vachet                                       |       | RPR       | Léon Vachet          |       | RPR       |
| 16e                                             | François Bernardini* suppléant de Michel Vauzelle |       | PS        | Thérèse Aillaud      |       | app. RPR  |
| * député sortant ne se représentant pas en 1993 |                                                   |       |           |                      |       |           |

## Calvados

Députés élus du Calvados par circonscription

| Circonscription | Député sortant                                 | Parti | Parti    | Député élu ou réélu  | Parti | Parti    |
| --------------- | ---------------------------------------------- | ----- | -------- | -------------------- | ----- | -------- |
| 1re             | Francis Saint-Ellier                           |       | UDF (PR) | Francis Saint-Ellier |       | UDF (PR) |
| 2e              | Dominique Robert suppléante de Louis Mexandeau |       | PS       | Louis Mexandeau      |       | PS       |
| 3e              | Yvette Roudy                                   |       | PS       | André Fanton         |       | RPR      |
| 4e              | Nicole Ameline suppléante de Michel d'Ornano   |       | UDF (PR) | Nicole Ameline       |       | UDF (PR) |
| 5e              | François d'Harcourt                            |       | CNIP     | François d'Harcourt  |       | app. UDF |
| 6e              | René Garrec                                    |       | UDF (PR) | René Garrec          |       | UDF (PR) |

## Cantal

Députés élus du Cantal par circonscription

| Circonscription | Député sortant | Parti | Parti    | Député élu ou réélu | Parti | Parti    |
| --------------- | -------------- | ----- | -------- | ------------------- | ----- | -------- |
| 1re             | Yves Coussain  |       | UDF (PR) | Yves Coussain       |       | UDF (PR) |
| 2e              | Pierre Raynal  |       | RPR      | Alain Marleix       |       | RPR      |

## Charente

Députés élus de la Charente par circonscription

| Circonscription | Député sortant      | Parti        | Parti        | Député élu ou réélu                  | Parti | Parti     |
| --------------- | ------------------- | ------------ | ------------ | ------------------------------------ | ----- | --------- |
| 1re             | Georges Chavanes    |              | UDF (CDS)    | Georges Chavanes                     |       | UDF (CDS) |
| 2e              | Pierre-Rémy Houssin |              | RPR          | Pierre-Rémy Houssin                  |       | RPR       |
| 3e              | Jérôme Lambert      |              | PS           | Henri Panon Desbassayns de Richemont |       | RPR       |
| 4e              | Siège vacant        | Siège vacant | Siège vacant | Jean-Claude Beauchaud                |       | PS        |

## Charente-Maritime

Députés élus de la Charente-Maritime par circonscription

| Circonscription | Député sortant                                     | Parti | Parti    | Député élu ou réélu | Parti | Parti     |
| --------------- | -------------------------------------------------- | ----- | -------- | ------------------- | ----- | --------- |
| 1re             | Michel Crépeau                                     |       | MRG      | Jean-Louis Léonard  |       | RPR       |
| 2e              | Jean-Guy Branger                                   |       | app. UDF | Jean-Guy Branger    |       | UDF (AD)  |
| 3e              | Roland Beix                                        |       | PS       | Xavier de Roux      |       | UDF (Rad) |
| 4e              | Pierre-Jean Daviaud suppléant de Philippe Marchand |       | PS       | Dominique Bussereau |       | UDF (PR)  |
| 5e              | Jean de Lipkowski                                  |       | RPR      | Jean de Lipkowski   |       | RPR       |

## Cher

Députés élus du Cher par circonscription

| Circonscription | Député sortant       | Parti | Parti    | Député élu ou réélu   | Parti | Parti    |
| --------------- | -------------------- | ----- | -------- | --------------------- | ----- | -------- |
| 1re             | Jean-François Deniau |       | UDF (PR) | Jean-François Deniau  |       | UDF (PR) |
| 2e              | Jean-Claude Sandrier |       | PCF      | Franck Thomas-Richard |       | UDF (PR) |
| 3e              | Alain Calmat         |       | app. PS  | Serge Lepeltier       |       | RPR      |

## Corrèze

Députés élus de la Corrèze par circonscription

| Circonscription | Député sortant    | Parti | Parti         | Député élu ou réélu | Parti | Parti |
| --------------- | ----------------- | ----- | ------------- | ------------------- | ----- | ----- |
| 1re             | François Hollande |       | PS            | Raymond-Max Aubert  |       | RPR   |
| 2e              | Jean Charbonnel   |       | Divers droite | Bernard Murat       |       | RPR   |
| 3e              | Jacques Chirac    |       | RPR           | Jacques Chirac      |       | RPR   |

## Corse

### Corse-du-Sud
| Circonscription | Député sortant           | Parti | Parti    | Député élu ou réélu      | Parti | Parti    |
| --------------- | ------------------------ | ----- | -------- | ------------------------ | ----- | -------- |
| 1re             | José Rossi               |       | UDF (PR) | José Rossi               |       | UDF (PR) |
| 2e              | Jean-Paul de Rocca Serra |       | RPR      | Jean-Paul de Rocca Serra |       | RPR      |

### Haute-Corse
| Circonscription | Député sortant                               | Parti | Parti | Député élu ou réélu | Parti | Parti |
| --------------- | -------------------------------------------- | ----- | ----- | ------------------- | ----- | ----- |
| 1re             | Roger Franzoni suppléant de Émile Zuccarelli |       | MRG   | Émile Zuccarelli    |       | MRG   |
| 2e              | Pierre Pasquini                              |       | RPR   | Pierre Pasquini     |       | RPR   |

## Côte-d'Or

Députés élus de la Côte-d'Or par circonscription

| Circonscription | Député sortant                 | Parti | Parti    | Député élu ou réélu            | Parti | Parti    |
| --------------- | ------------------------------ | ----- | -------- | ------------------------------ | ----- | -------- |
| 1re             | Robert Poujade                 |       | RPR      | Robert Poujade                 |       | RPR      |
| 2e              | Louis de Froissard de Broissia |       | RPR      | Louis de Froissard de Broissia |       | RPR      |
| 3e              | Roland Carraz                  |       | PS       | Lucien Brenot                  |       | CNIP     |
| 4e              | Gilbert Mathieu                |       | UDF (PR) | François Sauvadet              |       | UDF (PR) |
| 5e              | François Patriat               |       | PS       | Alain Suguenot                 |       | RPR      |

## Côtes-d'Armor

Députés élus des Côtes-d'Armor par circonscription

| Circonscription | Député sortant                             | Parti | Parti | Député élu ou réélu | Parti | Parti     |
| --------------- | ------------------------------------------ | ----- | ----- | ------------------- | ----- | --------- |
| 1re             | Yves Dollo                                 |       | PS    | Christian Daniel    |       | RPR       |
| 2e              | Jean Gaubert suppléant de Charles Josselin |       | PS    | Charles Josselin    |       | PS        |
| 3e              | Didier Chouat                              |       | PS    | Marc Le Fur         |       | RPR       |
| 4e              | Maurice Briand                             |       | PS    | Daniel Pennec       |       | RPR       |
| 5e              | Pierre-Yvon Trémel                         |       | PS    | Yvon Bonnot         |       | UDF (CDS) |

## Creuse

Députés élus de la Creuse par circonscription

| Circonscription | Député sortant  | Parti | Parti | Député élu ou réélu | Parti | Parti         |
| --------------- | --------------- | ----- | ----- | ------------------- | ----- | ------------- |
| 1re             | André Lejeune   |       | PS    | Bernard de Froment  |       | RPR           |
| 2e              | Gaston Rimareix |       | PS    | Jean Auclair        |       | Divers droite |

## Dordogne

Députés élus de la Dordogne par circonscription

| Circonscription                                 | Député sortant                           | Parti | Parti | Député élu ou réélu      | Parti | Parti |
| ----------------------------------------------- | ---------------------------------------- | ----- | ----- | ------------------------ | ----- | ----- |
| 1re                                             | Bernard Bioulac                          |       | PS    | François Roussel         |       | RPR   |
| 2e                                              | Michel Suchod                            |       | PS    | Daniel Garrigue          |       | RPR   |
| 3e                                              | Alain Paul Bonnet*                       |       | MRG   | Frédéric de Saint-Sernin |       | RPR   |
| 4e                                              | Paul Duvaleix* suppléant de Roland Dumas |       | PS    | Jean-Jacques de Peretti  |       | RPR   |
| * député sortant ne se représentant pas en 1993 |                                          |       |       |                          |       |       |

## Doubs

Députés élus du Doubs par circonscription

| Circonscription | Député sortant       | Parti | Parti     | Député élu ou réélu | Parti | Parti     |
| --------------- | -------------------- | ----- | --------- | ------------------- | ----- | --------- |
| 1e              | Robert Schwint       |       | PS        | Claude Girard       |       | RPR       |
| 2e              | Michel Jacquemin     |       | UDF (CDS) | Michel Jacquemin    |       | UDF (CDS) |
| 3e              | Guy Bêche            |       | PS        | Monique Rousseau    |       | RPR       |
| 4e              | Huguette Bouchardeau |       | app. PS   | Jean Geney          |       | RPR       |
| 5e              | Roland Vuillaume     |       | RPR       | Roland Vuillaume    |       | RPR       |

## Drôme

Députés élus de la Drôme par circonscription

| Circonscription | Député sortant | Parti | Parti         | Député élu ou réélu | Parti | Parti     |
| --------------- | -------------- | ----- | ------------- | ------------------- | ----- | --------- |
| 1re             | Roger Léron    |       | PS            | Patrick Labaune     |       | RPR       |
| 2e              | Alain Fort     |       | PS            | Thierry Cornillet   |       | UDF (Rad) |
| 3e              | Henri Michel   |       | PS            | Hervé Mariton       |       | UDF (PR)  |
| 4e              | Georges Durand |       | Divers droite | Georges Durand      |       | UDF (PR)  |

## Eure

Députés élus de l'Eure par circonscription

| Circonscription | Député sortant                            | Parti | Parti    | Député élu ou réélu  | Parti | Parti     |
| --------------- | ----------------------------------------- | ----- | -------- | -------------------- | ----- | --------- |
| 1re             | Jean-Louis Debré                          |       | RPR      | Jean-Louis Debré     |       | RPR       |
| 2e              | Alfred Recours                            |       | PS       | Catherine Nicolas    |       | RPR       |
| 3e              | Ladislas Poniatowski                      |       | UDF (PR) | Ladislas Poniatowski |       | UDF (PR)  |
| 4e              | Alain Bureau suppléant de François Loncle |       | PS       | Bernard Leroy        |       | UDF (CDS) |
| 5e              | Freddy Deschaux-Beaume                    |       | PS       | Jean-Claude Asphe    |       | RPR       |

## Eure-et-Loir

Députés élus d'Eure-et-Loir par circonscription

| Circonscription | Député sortant        | Parti | Parti    | Député élu ou réélu | Parti | Parti    |
| --------------- | --------------------- | ----- | -------- | ------------------- | ----- | -------- |
| 1re             | Georges Lemoine       |       | PS       | Gérard Cornu        |       | RPR      |
| 2e              | Marie-France Stirbois |       | FN       | Gérard Hamel        |       | RPR      |
| 3e              | Bertrand Gallet       |       | PS       | Patrick Hoguet      |       | UDF (PR) |
| 4e              | Maurice Dousset       |       | UDF (PR) | Maurice Dousset     |       | UDF (PR) |

## Finistère

Députés élus du Finistère par circonscription

| Circonscription                                 | Député sortant                                | Parti | Parti     | Député élu ou réélu       | Parti | Parti     |
| ----------------------------------------------- | --------------------------------------------- | ----- | --------- | ------------------------- | ----- | --------- |
| 1re                                             | Bernard Poignant                              |       | PS        | André Angot               |       | RPR       |
| 2e                                              | Joseph Gourmelon                              |       | PS        | Bertrand Cousin           |       | RPR       |
| 3e                                              | Jean-Louis Goasduff                           |       | RPR       | Jean-Louis Goasduff       |       | RPR       |
| 4e                                              | Marie Jacq*                                   |       | PS        | Arnaud Cazin d'Honincthun |       | UDF (CDS) |
| 5e                                              | Charles Miossec                               |       | RPR       | Charles Miossec           |       | RPR       |
| 6e                                              | Jean-Yves Cozan                               |       | UDF (AD)  | Jean-Yves Cozan           |       | UDF (AD)  |
| 7e                                              | Ambroise Guellec                              |       | UDF (CDS) | Ambroise Guellec          |       | UDF (CDS) |
| 8e                                              | Gilbert Le Bris* suppléant de Louis Le Pensec |       | PS        | Louis Le Pensec           |       | PS        |
| * député sortant ne se représentant pas en 1993 |                                               |       |           |                           |       |           |

## Gard

Députés élus du Gard par circonscription

| Circonscription | Député sortant        | Parti | Parti     | Député élu ou réélu | Parti | Parti     |
| --------------- | --------------------- | ----- | --------- | ------------------- | ----- | --------- |
| 1e              | Jean Bousquet         |       | UDF (Rad) | Jean Bousquet       |       | UDF (Rad) |
| 2e              | Jean-Marie Cambacérès |       | PS        | Jean-Marie André    |       | UDF (AD)  |
| 3e              | Georges Benedetti     |       | PS        | Gilbert Baumet      |       | MDR       |
| 4e              | Gilbert Millet        |       | PCF       | Max Roustan         |       | app. UDF  |
| 5e              | Alain Journet         |       | PS        | Alain Danilet       |       | RPR       |

## Haute-Garonne

Députés élus de la Haute-Garonne par circonscription

| Circonscription                                 | Député sortant                                     | Parti | Parti     | Député élu ou réélu   | Parti | Parti     |
| ----------------------------------------------- | -------------------------------------------------- | ----- | --------- | --------------------- | ----- | --------- |
| 1re                                             | Dominique Baudis                                   |       | UDF (CDS) | Dominique Baudis      |       | UDF (CDS) |
| 2e                                              | Gérard Bapt                                        |       | PS        | Robert Huguenard      |       | RPR       |
| 3e                                              | Claude Ducert*                                     |       | PS        | Serge Didier          |       | UDF (PR)  |
| 4e                                              | Robert Loïdi                                       |       | PS        | Jean Diebold          |       | RPR       |
| 5e                                              | Jacques Roger-Machart                              |       | PS        | Grégoire Carneiro     |       | RPR       |
| 6e                                              | Hélène Mignon                                      |       | PS        | Françoise de Veyrinas |       | UDF (CDS) |
| 7e                                              | Jean-François Lamarque* suppléant de Lionel Jospin |       | PS        | Jean-Pierre Bastiani  |       | UDF (CDS) |
| 8e                                              | Pierre Ortet*                                      |       | PS        | Jean-Louis Idiart     |       | PS        |
| * député sortant ne se représentant pas en 1993 |                                                    |       |           |                       |       |           |

## Gers

Députés élus du Gers par circonscription

| Circonscription | Député sortant     | Parti | Parti | Député élu ou réélu   | Parti | Parti     |
| --------------- | ------------------ | ----- | ----- | --------------------- | ----- | --------- |
| 1re             | Jean Laborde       |       | PS    | Yves Rispat           |       | RPR       |
| 2e              | Jean-Pierre Joseph |       | PS    | Aymeri de Montesquiou |       | UDF (Rad) |

## Gironde

Députés élus de la Gironde par circonscription

| Circonscription                                 | Député sortant        | Parti | Parti    | Député élu ou réélu   | Parti | Parti     |
| ----------------------------------------------- | --------------------- | ----- | -------- | --------------------- | ----- | --------- |
| 1re                                             | Jean Valleix          |       | RPR      | Jean Valleix          |       | RPR       |
| 2e                                              | Jacques Chaban-Delmas |       | RPR      | Jacques Chaban-Delmas |       | RPR       |
| 3e                                              | Claude Barande        |       | PS       | Gérard Castagnéra     |       | RPR       |
| 4e                                              | Pierre Garmendia      |       | PS       | Pierre Garmendia      |       | PS        |
| 5e                                              | Pierre Brana          |       | PS       | Xavier Pintat         |       | UDF (PR)  |
| 6e                                              | Michel Sainte-Marie   |       | PS       | Pierre Favre          |       | UDF (PR)  |
| 7e                                              | Pierre Ducout         |       | PS       | Pierre Ducout         |       | PS        |
| 8e                                              | Robert Cazalet        |       | UDF (PR) | Robert Cazalet        |       | UDF (PR)  |
| 9e                                              | Pierre Lagorce*       |       | PS       | Philippe Dubourg      |       | RPR       |
| 10e                                             | Gilbert Mitterrand    |       | PS       | Jean-Claude Bireau    |       | RPR       |
| 11e                                             | Bernard Madrelle      |       | PS       | Daniel Picotin        |       | UDF (Rad) |
| * député sortant ne se représentant pas en 1993 |                       |       |          |                       |       |           |

## Hérault

Députés élus de l'Hérault par circonscription

| Circonscription | Député sortant  | Parti | Parti    | Député élu ou réélu | Parti | Parti         |
| --------------- | --------------- | ----- | -------- | ------------------- | ----- | ------------- |
| 1re             | Willy Diméglio  |       | UDF (PR) | Willy Diméglio      |       | UDF (PR)      |
| 2e              | Gérard Saumade  |       | PS       | Bernard Serrou      |       | RPR           |
| 3e              | René Couveinhes |       | RPR      | René Couveinhes     |       | RPR           |
| 4e              | Georges Frêche  |       | PS       | Gérard Saumade      |       | Divers gauche |
| 5e              | Bernard Nayral  |       | PS       | Marcel Roques       |       | UDF (CDS)     |
| 6e              | Alain Barrau    |       | PS       | Raymond Couderc     |       | UDF (PR)      |
| 7e              | Jean Lacombe    |       | PS       | Yves Marchand       |       | UDF (CDS)     |

## Ille-et-Vilaine

Députés élus d'Ille-et-Vilaine par circonscription

| Circonscription                                 | Député sortant        | Parti | Parti     | Député élu ou réélu    | Parti | Parti     |
| ----------------------------------------------- | --------------------- | ----- | --------- | ---------------------- | ----- | --------- |
| 1re                                             | Jean-Michel Boucheron |       | PS        | Jean-Michel Boucheron  |       | PS        |
| 2e                                              | Edmond Hervé          |       | PS        | Yvon Jacob             |       | app. RPR  |
| 3e                                              | Yves Fréville         |       | UDF (CDS) | Yves Fréville          |       | UDF (CDS) |
| 4e                                              | Alain Madelin         |       | UDF (PR)  | Alain Madelin          |       | UDF (PR)  |
| 5e                                              | Pierre Méhaignerie    |       | UDF (CDS) | Pierre Méhaignerie     |       | UDF (CDS) |
| 6e                                              | Michel Cointat        |       | RPR       | Marie-Thérèse Boisseau |       | diss. UDF |
| 7e                                              | René Couanau          |       | UDF (CDS) | René Couanau           |       | UDF (CDS) |
| * député sortant ne se représentant pas en 1993 |                       |       |           |                        |       |           |

## Indre

Députés élus de l'Indre par circonscription

| Circonscription | Député sortant                              | Parti | Parti | Député élu ou réélu | Parti | Parti     |
| --------------- | ------------------------------------------- | ----- | ----- | ------------------- | ----- | --------- |
| 1re             | Jean-Yves Gateaud                           |       | PS    | Michel Blondeau     |       | UDF (CDS) |
| 2e              | Jean-Claude Blin suppléant de André Laignel |       | PS    | Nicolas Forissier   |       | UDF (PR)  |
| 3e              | Jean-Paul Chanteguet                        |       | PS    | René Chabot         |       | RPR       |

## Indre-et-Loire

Députés élus d'Indre-et-Loire par circonscription

| Circonscription | Député sortant    | Parti | Parti         | Député élu ou réélu   | Parti | Parti         |
| --------------- | ----------------- | ----- | ------------- | --------------------- | ----- | ------------- |
| 1re             | Jean Royer        |       | Divers droite | Jean Royer            |       | Divers droite |
| 2e              | Bernard Debré     |       | RPR           | Bernard Debré         |       | RPR           |
| 3e              | Christiane Mora   |       | PS            | Jean-Jacques Descamps |       | UDF (PR)      |
| 4e              | Jean Proveux      |       | PS            | Hervé Novelli         |       | UDF (PR)      |
| 5e              | Jean-Michel Testu |       | PS            | Philippe Briand       |       | RPR           |

## Isère

Députés élus de l'Isère par circonscription

| Circonscription | Député sortant                                  | Parti | Parti    | Député élu ou réélu         | Parti | Parti    |
| --------------- | ----------------------------------------------- | ----- | -------- | --------------------------- | ----- | -------- |
| 1re             | Richard Cazenave                                |       | RPR      | Alain Carignon              |       | RPR      |
| 2e              | Jean-Pierre Luppi                               |       | PS       | Gilbert Biessy              |       | PCF      |
| 3e              | Michel Destot                                   |       | PS       | Michel Destot               |       | PS       |
| 4e              | Didier Migaud                                   |       | PS       | Didier Migaud               |       | PS       |
| 5e              | Jean-François Delahais suppléant d'Edwige Avice |       | PS       | Philippe Langenieux-Villard |       | RPR      |
| 6e              | Alain Moyne-Bressand                            |       | UDF (PR) | Alain Moyne-Bressand        |       | UDF (PR) |
| 7e              | Georges Colombier                               |       | UDF (PR) | Georges Colombier           |       | UDF (PR) |
| 8e              | René Bourget suppléant de Louis Mermaz          |       | PS       | Bernard Saugey              |       | UDF (PR) |
| 9e              | Yves Pillet                                     |       | PS       | Michel Hannoun              |       | RPR      |

## Jura

Députés élus du Jura par circonscription

| Circonscription | Député sortant         | Parti | Parti | Député élu ou réélu | Parti | Parti    |
| --------------- | ---------------------- | ----- | ----- | ------------------- | ----- | -------- |
| 1re             | Alain Brune            |       | PS    | Jacques Pélissard   |       | RPR      |
| 2e              | Jean Charroppin        |       | RPR   | Jean Charroppin     |       | RPR      |
| 3e              | Jean-Pierre Santa Cruz |       | PS    | Gilbert Barbier     |       | UDF (AD) |

## Landes

Députés élus des Landes par circonscription

| Circonscription | Député sortant       | Parti | Parti | Député élu ou réélu | Parti | Parti    |
| --------------- | -------------------- | ----- | ----- | ------------------- | ----- | -------- |
| 1re             | Alain Vidalies       |       | PS    | Louis Lauga         |       | RPR      |
| 2e              | Jean-Pierre Pénicaut |       | PS    | Henri Lalanne       |       | UDF (PR) |
| 3e              | Henri Emmanuelli     |       | PS    | Henri Emmanuelli    |       | PS       |

## Loir-et-Cher

Députés élus de Loir-et-Cher par circonscription

| Circonscription | Député sortant                       | Parti | Parti    | Député élu ou réélu    | Parti | Parti    |
| --------------- | ------------------------------------ | ----- | -------- | ---------------------- | ----- | -------- |
| 1re             | Michel Fromet suppléant de Jack Lang |       | PS       | Jack Lang              |       | PS       |
| 2e              | Jeanny Lorgeoux                      |       | PS       | Patrice Martin-Lalande |       | RPR      |
| 3e              | Jean Desanlis                        |       | UDF (AD) | Jean Desanlis          |       | UDF (AD) |

## Loire

Députés élus de la Loire par circonscription

| Circonscription | Député sortant        | Parti | Parti     | Député élu ou réélu   | Parti | Parti     |
| --------------- | --------------------- | ----- | --------- | --------------------- | ----- | --------- |
| 1re             | Jean-Pierre Philibert |       | UDF (PR)  | Jean-Pierre Philibert |       | UDF (PR)  |
| 2e              | Christian Cabal       |       | RPR       | Christian Cabal       |       | RPR       |
| 3e              | François Rochebloine  |       | UDF (CDS) | François Rochebloine  |       | UDF (CDS) |
| 4e              | Théo Vial-Massat      |       | PCF       | Daniel Mandon         |       | UDF (CDS) |
| 5e              | Jean Auroux           |       | PS        | Yves Nicolin          |       | UDF (PR)  |
| 6e              | Pascal Clément        |       | UDF (PR)  | Pascal Clément        |       | UDF (PR)  |
| 7e              | Henri Bayard          |       | UDF (PR)  | Jean-François Chossy  |       | UDF (CDS) |

## Haute-Loire

Députés élus de la Haute-Loire par circonscription

| Circonscription | Député sortant | Parti | Parti     | Député élu ou réélu | Parti | Parti     |
| --------------- | -------------- | ----- | --------- | ------------------- | ----- | --------- |
| 1re             | Jacques Barrot |       | UDF (CDS) | Jacques Barrot      |       | UDF (CDS) |
| 2e              | Jean Proriol   |       | UDF (PR)  | Jean Proriol        |       | UDF (AD)  |

## Loire-Atlantique

Députés élus de la Loire-Atlantique par circonscription

| Circonscription | Député sortant                  | Parti | Parti     | Député élu ou réélu | Parti | Parti     |
| --------------- | ------------------------------- | ----- | --------- | ------------------- | ----- | --------- |
| 1re             | Monique Papon                   |       | UDF (CDS) | Monique Papon       |       | UDF (CDS) |
| 2e              | Élisabeth Hubert                |       | RPR       | Élisabeth Hubert    |       | RPR       |
| 3e              | Jean-Marc Ayrault               |       | PS        | Jean-Marc Ayrault   |       | PS        |
| 4e              | Jacques Floch                   |       | PS        | Jacques Floch       |       | PS        |
| 5e              | Édouard Landrain                |       | UDF (CDS) | Édouard Landrain    |       | UDF (CDS) |
| 6e              | Xavier Hunault                  |       | UDF (AD)  | Michel Hunault      |       | RPR       |
| 7e              | Olivier Guichard                |       | RPR       | Olivier Guichard    |       | RPR       |
| 8e              | Claude Évin                     |       | PS        | Étienne Garnier     |       | RPR       |
| 9e              | Lucien Richard                  |       | RPR       | Pierre Hériaud      |       | UDF (CDS) |
| 10e             | Joseph-Henri Maujoüan du Gasset |       | UDF (PR)  | Serge Poignant      |       | RPR       |

## Loiret

Députés élus du Loiret par circonscription

| Circonscription | Député sortant                                | Parti | Parti | Député élu ou réélu | Parti | Parti     |
| --------------- | --------------------------------------------- | ----- | ----- | ------------------- | ----- | --------- |
| 1e              | Claude Bourdin suppléant de Jean-Pierre Sueur |       | PS    | Antoine Carré       |       | UDF (PR)  |
| 2e              | Éric Doligé                                   |       | RPR   | Éric Doligé         |       | RPR       |
| 3e              | Jean-Pierre Lapaire                           |       | PS    | Jean-Louis Bernard  |       | UDF (Rad) |
| 4e              | Xavier Deniau                                 |       | RPR   | Xavier Deniau       |       | RPR       |
| 5e              | Jean-Paul Charié                              |       | RPR   | Jean-Paul Charié    |       | RPR       |

## Lot

Députés élus du Lot par circonscription

| Circonscription | Député sortant                                  | Parti | Parti | Député élu ou réélu | Parti | Parti |
| --------------- | ----------------------------------------------- | ----- | ----- | ------------------- | ----- | ----- |
| 1re             | Bernard Charles                                 |       | MRG   | Bernard Charles     |       | MRG   |
| 2e              | Marie-Claude Malaval suppléante de Martin Malvy |       | PS    | Martin Malvy        |       | PS    |

## Lot-et-Garonne

Députés élus de Lot-et-Garonne par circonscription

| Circonscription | Député sortant   | Parti | Parti     | Député élu ou réélu | Parti | Parti     |
| --------------- | ---------------- | ----- | --------- | ------------------- | ----- | --------- |
| 1re             | Paul Chollet     |       | UDF (CDS) | Paul Chollet        |       | UDF (CDS) |
| 2e              | Gérard Gouzes    |       | PS        | Georges Richard     |       | RPR       |
| 3e              | Marcel Garrouste |       | PS        | Daniel Soulage      |       | UDF (CDS) |

## Lozère

Députés élus de la Lozère par circonscription

| Circonscription | Député sortant | Parti | Parti     | Député élu ou réélu | Parti | Parti     |
| --------------- | -------------- | ----- | --------- | ------------------- | ----- | --------- |
| 1re             | Adrien Durand  |       | UDF (CDS) | Jean-Jacques Delmas |       | UDF (Rad) |
| 2e              | Jacques Blanc  |       | UDF (PR)  | Jacques Blanc       |       | UDF (PR)  |

## Maine-et-Loire

Députés élus de Maine-et-Loire par circonscription

| Circonscription | Député sortant    | Parti | Parti     | Député élu ou réélu | Parti | Parti     |
| --------------- | ----------------- | ----- | --------- | ------------------- | ----- | --------- |
| 1re             | Roselyne Bachelot |       | RPR       | Roselyne Bachelot   |       | RPR       |
| 2e              | Hubert Grimault   |       | UDF (CDS) | Hubert Grimault     |       | UDF (CDS) |
| 3e              | Edmond Alphandéry |       | UDF (CDS) | Edmond Alphandéry   |       | UDF (CDS) |
| 4e              | Jean Bégault      |       | UDF (AD)  | Jean Bégault        |       | UDF (AD)  |
| 5e              | Maurice Ligot     |       | UDF (AD)  | Maurice Ligot       |       | UDF (AD)  |
| 6e              | Hervé de Charette |       | UDF (PR)  | Hervé de Charette   |       | UDF (PR)  |
| 7e              | Marc Laffineur    |       | UDF (AD)  | Marc Laffineur      |       | UDF (AD)  |

## Manche

Députés élus de la Manche par circonscription

| Circonscription | Député sortant                           | Parti | Parti     | Député élu ou réélu | Parti | Parti    |
| --------------- | ---------------------------------------- | ----- | --------- | ------------------- | ----- | -------- |
| 1re             | Jean-Marie Daillet                       |       | UDF (CDS) | Jean-Claude Lemoine |       | RPR      |
| 2e              | René André                               |       | RPR       | René André          |       | RPR      |
| 3e              | Alain Cousin                             |       | RPR       | Alain Cousin        |       | RPR      |
| 4e              | Claude Gatignol                          |       | UDF (PR)  | Claude Gatignol     |       | UDF (PR) |
| 5e              | Bernard Cauvin suppléant d'Olivier Stirn |       | PS        | Yves Bonnet         |       | UDF (PR) |

## Marne

Députés élus de la Marne par circonscription

| Circonscription | Député sortant      | Parti | Parti     | Député élu ou réélu | Parti | Parti         |
| --------------- | ------------------- | ----- | --------- | ------------------- | ----- | ------------- |
| 1re             | Jean Falala         |       | RPR       | Jean Falala         |       | RPR           |
| 2e              | Georges Colin       |       | PS        | Jean-Claude Étienne |       | RPR           |
| 3e              | Jean-Claude Thomas  |       | RPR       | Jean-Claude Thomas  |       | RPR           |
| 4e              | Bruno Bourg-Broc    |       | RPR       | Bruno Bourg-Broc    |       | RPR           |
| 5e              | Jean-Pierre Bouquet |       | PS        | Charles de Courson  |       | UDF (CDS)     |
| 6e              | Bernard Stasi       |       | UDF (CDS) | Philippe Martin     |       | Divers droite |

## Haute-Marne

Députés élus de la Haute-Marne par circonscription

| Circonscription | Député sortant | Parti | Parti    | Député élu ou réélu      | Parti | Parti    |
| --------------- | -------------- | ----- | -------- | ------------------------ | ----- | -------- |
| 1re             | Charles Fèvre  |       | UDF (PR) | Charles Fèvre            |       | UDF (PR) |
| 2e              | Guy Chanfrault |       | PS       | François Cornut-Gentille |       | RPR      |

## Mayenne

Députés élus de la Mayenne par circonscription

| Circonscription | Député sortant    | Parti | Parti    | Député élu ou réélu | Parti | Parti    |
| --------------- | ----------------- | ----- | -------- | ------------------- | ----- | -------- |
| 1re             | François d'Aubert |       | UDF (PR) | François d'Aubert   |       | UDF (PR) |
| 2e              | Henri de Gastines |       | RPR      | Henri de Gastines   |       | RPR      |
| 3e              | Roger Lestas      |       | app. UDF | Roger Lestas        |       | UDF (AD) |

## Meurthe-et-Moselle

Députés élus de Meurthe-et-Moselle par circonscription

| Circonscription | Député sortant     | Parti | Parti     | Député élu ou réélu | Parti | Parti     |
| --------------- | ------------------ | ----- | --------- | ------------------- | ----- | --------- |
| 1re             | André Rossinot     |       | UDF (Rad) | André Rossinot      |       | UDF (Rad) |
| 2e              | Gérard Léonard     |       | RPR       | Gérard Léonard      |       | RPR       |
| 3e              | Claude Gaillard    |       | UDF (PR)  | Claude Gaillard     |       | UDF (PR)  |
| 4e              | Daniel Reiner      |       | PS        | François Guillaume  |       | RPR       |
| 5e              | Michel Dinet       |       | PS        | Aloys Geoffroy      |       | UDF (Rad) |
| 6e              | Jean-Yves Le Déaut |       | PS        | Jean-Yves Le Déaut  |       | PS        |
| 7e              | Jean-Paul Durieux  |       | PS        | Jean-Paul Durieux   |       | PS        |

## Meuse

Députés élus de la Meuse par circonscription

| Circonscription | Député sortant    | Parti | Parti    | Député élu ou réélu | Parti | Parti    |
| --------------- | ----------------- | ----- | -------- | ------------------- | ----- | -------- |
| 1re             | Gérard Longuet    |       | UDF (PR) | Gérard Longuet      |       | UDF (PR) |
| 2e              | Jean-Louis Dumont |       | PS       | Arsène Lux          |       | RPR      |

## Morbihan

Députés élus du Morbihan par circonscription

| Circonscription                                 | Député sortant        | Parti | Parti     | Député élu ou réélu   | Parti | Parti     |
| ----------------------------------------------- | --------------------- | ----- | --------- | --------------------- | ----- | --------- |
| 1re                                             | Raymond Marcellin     |       | UDF (PR)  | Raymond Marcellin     |       | UDF (PR)  |
| 2e                                              | Aimé Kergueris        |       | UDF (PR)  | Aimé Kergueris        |       | UDF (PR)  |
| 3e                                              | Jean-Charles Cavaillé |       | RPR       | Jean-Charles Cavaillé |       | RPR       |
| 4e                                              | Loïc Bouvard          |       | UDF (CDS) | Loïc Bouvard          |       | UDF (CDS) |
| 5e                                              | Jean-Yves Le Drian    |       | PS        | Michel Godard         |       | UDF (PR)  |
| 6e                                              | Jean Giovannelli*     |       | PS        | Jacques Le Nay        |       | app. UDF  |
| * député sortant ne se représentant pas en 1993 |                       |       |           |                       |       |           |

## Moselle

Députés élus de la Moselle par circonscription

| Circonscription | Député sortant     | Parti | Parti     | Député élu ou réélu | Parti | Parti     |
| --------------- | ------------------ | ----- | --------- | ------------------- | ----- | --------- |
| 1re             | Jean Laurain       |       | PS        | François Grosdidier |       | RPR       |
| 2e              | Denis Jacquat      |       | UDF (PR)  | Denis Jacquat       |       | UDF (PR)  |
| 3e              | Jean-Louis Masson  |       | RPR       | Jean-Louis Masson   |       | RPR       |
| 4e              | Aloyse Warhouver   |       | MDR       | Aloyse Warhouver    |       | MDR       |
| 5e              | Jean Seitlinger    |       | UDF (CDS) | Jean Seitlinger     |       | UDF (CDS) |
| 6e              | Roland Metzinger   |       | PS        | Pierre Lang         |       | UDF (PR)  |
| 7e              | André Berthol      |       | RPR       | André Berthol       |       | RPR       |
| 8e              | Jean Kiffer        |       | app. RPR  | Jean Kiffer         |       | CNIP      |
| 9e              | Jean-Marie Demange |       | RPR       | Jean-Marie Demange  |       | RPR       |
| 10e             | René Drouin        |       | PS        | Alphonse Bourgasser |       | app. UDF  |

## Nièvre

Députés élus de la Nièvre par circonscription

| Circonscription | Député sortant                                | Parti | Parti | Député élu ou réélu | Parti | Parti    |
| --------------- | --------------------------------------------- | ----- | ----- | ------------------- | ----- | -------- |
| 1re             | Marcel Charmant suppléant de Pierre Bérégovoy |       | PS    | Pierre Bérégovoy    |       | PS       |
| 2e              | Jacques Huyghues des Étages                   |       | PS    | Didier Béguin       |       | UDF (PR) |
| 3e              | Bernard Bardin                                |       | PS    | Simone Rignault     |       | RPR      |

## Nord

Députés élus du Nord par circonscription

| Circonscription | Député sortant                               | Parti | Parti         | Député élu ou réélu     | Parti | Parti         |
| --------------- | -------------------------------------------- | ----- | ------------- | ----------------------- | ----- | ------------- |
| 1e              | Pierre Mauroy                                |       | PS            | Colette Codaccioni      |       | RPR           |
| 2e              | Bernard Derosier                             |       | PS            | Bernard Derosier        |       | PS            |
| 3e              | Claude Dhinnin                               |       | RPR           | Claude Dhinnin          |       | RPR           |
| 4e              | Marc-Philippe Daubresse                      |       | UDF (CDS)     | Marc-Philippe Daubresse |       | UDF (CDS)     |
| 5e              | Denise Cacheux                               |       | PS            | Bernard Davoine         |       | PS            |
| 6e              | Robert Anselin                               |       | PS            | Thierry Lazaro          |       | RPR           |
| 7e              | Bernard Carton                               |       | PS            | Michel Ghysel           |       | RPR           |
| 8e              | Gérard Vignoble                              |       | UDF (CDS)     | Gérard Vignoble         |       | UDF (CDS)     |
| 9e              | Serge Charles                                |       | RPR           | Serge Charles           |       | RPR           |
| 10e             | Jean-Pierre Balduyck                         |       | PS            | Christian Vanneste      |       | RPR           |
| 11e             | Yves Durand                                  |       | PS            | Françoise Hostalier     |       | UDF (PR)      |
| 12e             | Albert Denvers                               |       | PS            | Régis Fauchoit          |       | Divers gauche |
| 13e             | André Delattre suppléant de Michel Delebarre |       | PS            | Emmanuel Dewees         |       | RPR           |
| 14e             | Charles Paccou                               |       | RPR           | Gabriel Deblock         |       | RPR           |
| 15e             | Maurice Sergheraert                          |       | Divers droite | Marie-Fanny Gournay     |       | RPR           |
| 16e             | Georges Hage                                 |       | PCF           | Georges Hage            |       | PCF           |
| 17e             | Marc Dolez                                   |       | PS            | Jacques Vernier         |       | RPR           |
| 18e             | Jean Le Garrec                               |       | PS            | Claude Pringalle        |       | RPR           |
| 19e             | René Carpentier suppléant de Gustave Ansart  |       | PCF           | René Carpentier         |       | PCF           |
| 20e             | Alain Bocquet                                |       | PCF           | Alain Bocquet           |       | PCF           |
| 21e             | Fabien Thiémé                                |       | PCF           | Jean-Louis Borloo       |       | Divers droite |
| 22e             | Christian Bataille                           |       | PS            | Christian Bataille      |       | PS            |
| 23e             | Umberto Battist                              |       | PS            | Jean-Claude Decagny     |       | UDF (PSD)     |
| 24e             | Marcel Dehoux                                |       | PS            | Alain Poyart            |       | RPR           |

## Oise

Députés élus de l'Oise par circonscription

| Circonscription | Député sortant                              | Parti | Parti    | Député élu ou réélu    | Parti | Parti    |
| --------------- | ------------------------------------------- | ----- | -------- | ---------------------- | ----- | -------- |
| 1re             | Olivier Dassault                            |       | RPR      | Olivier Dassault       |       | RPR      |
| 2e              | Jean-François Mancel                        |       | RPR      | Jean-François Mancel   |       | RPR      |
| 3e              | Jean Anciant                                |       | PS       | Ernest Chénière        |       | RPR      |
| 4e              | Arthur Dehaine                              |       | RPR      | Arthur Dehaine         |       | RPR      |
| 5e              | Michel Françaix suppléant de Lionel Stoléru |       | PS       | Lucien Degauchy        |       | RPR      |
| 6e              | François-Michel Gonnot                      |       | UDF (PR) | François-Michel Gonnot |       | UDF (PR) |
| 7e              | Jean-Pierre Braine                          |       | PS       | Jean-Pierre Braine     |       | PS       |

## Orne

Députés élus de l'Orne par circonscription

| Circonscription | Député sortant | Parti | Parti     | Député élu ou réélu | Parti | Parti    |
| --------------- | -------------- | ----- | --------- | ------------------- | ----- | -------- |
| 1re             | Daniel Goulet  |       | RPR       | Yves Deniaud        |       | RPR      |
| 2e              | Francis Geng   |       | UDF (CDS) | Jean-Claude Lenoir  |       | UDF (AD) |
| 3e              | Michel Lambert |       | PS        | Hubert Bassot       |       | UDF (PR) |

## Pas-de-Calais

Députés élus du Pas-de-Calais par circonscription

| Circonscription | Député sortant                               | Parti | Parti     | Député élu ou réélu    | Parti | Parti         |
| --------------- | -------------------------------------------- | ----- | --------- | ---------------------- | ----- | ------------- |
| 1re             | Jean-Pierre Defontaine                       |       | MRG       | Jean-Pierre Defontaine |       | MRG           |
| 2e              | André Delehedde                              |       | PS        | Charles Gheerbrant     |       | UDF (CDS)     |
| 3e              | Philippe Vasseur                             |       | UDF (PR)  | Philippe Vasseur       |       | UDF (PR)      |
| 4e              | Léonce Deprez                                |       | UDF (PSD) | Léonce Deprez          |       | UDF (PSD)     |
| 5e              | Guy Lengagne                                 |       | PS        | Jean-Pierre Pont       |       | UDF (CDS)     |
| 6e              | Dominique Dupilet                            |       | PS        | Dominique Dupilet      |       | PS            |
| 7e              | André Capet                                  |       | PS        | Claude Demassieux      |       | RPR           |
| 8e              | Roland Huguet                                |       | PS        | Jean-Jacques Delvaux   |       | RPR           |
| 9e              | Claude Galametz suppléant de Jacques Mellick |       | PS        | Jacques Mellick        |       | PS            |
| 10e             | Serge Janquin                                |       | PS        | Serge Janquin          |       | PS            |
| 11e             | Noël Josèphe                                 |       | PS        | Rémy Auchedé           |       | PCF           |
| 12e             | Jean-Pierre Kucheida                         |       | PS        | Jean-Pierre Kucheida   |       | PS            |
| 13e             | Jean-Claude Bois                             |       | PS        | Jean-Claude Bois       |       | PS            |
| 14e             | Albert Facon                                 |       | PS        | Jean Urbaniak          |       | Divers droite |

## Puy-de-Dôme

Députés élus du Puy-de-Dôme par circonscription

| Circonscription | Député sortant           | Parti | Parti    | Député élu ou réélu      | Parti | Parti    |
| --------------- | ------------------------ | ----- | -------- | ------------------------ | ----- | -------- |
| 1re             | Maurice Pourchon         |       | PS       | Michel Fanget            |       | UDF (AD) |
| 2e              | Alain Néri               |       | PS       | Michel Cartaud           |       | UDF (PR) |
| 3e              | Valéry Giscard d'Estaing |       | UDF (PR) | Valéry Giscard d'Estaing |       | UDF (PR) |
| 4e              | Jacques Lavédrine        |       | PS       | Pierre Pascallon         |       | RPR      |
| 5e              | Maurice Adevah-Pœuf      |       | PS       | Jean-Marc Chartoire      |       | UDF (AD) |
| 6e              | Edmond Vacant            |       | PS       | Gérard Boche             |       | UDF (PR) |

## Pyrénées-Atlantiques

Députés élus des Pyrénées-Atlantiques par circonscription

| Circonscription | Député sortant       | Parti | Parti     | Député élu ou réélu  | Parti | Parti     |
| --------------- | -------------------- | ----- | --------- | -------------------- | ----- | --------- |
| 1re             | René Cazenave        |       | PS        | Jean Gougy           |       | RPR       |
| 2e              | François Bayrou      |       | UDF (CDS) | François Bayrou      |       | UDF (CDS) |
| 3e              | André Labarrère      |       | PS        | André Labarrère      |       | PS        |
| 4e              | Michel Inchauspé     |       | RPR       | Michel Inchauspé     |       | RPR       |
| 5e              | Alain Lamassoure     |       | UDF (PR)  | Alain Lamassoure     |       | UDF (PR)  |
| 6e              | Michèle Alliot-Marie |       | RPR       | Michèle Alliot-Marie |       | RPR       |

## Hautes-Pyrénées

Députés élus des Hautes-Pyrénées par circonscription

| Circonscription | Député sortant | Parti | Parti | Député élu ou réélu   | Parti | Parti     |
| --------------- | -------------- | ----- | ----- | --------------------- | ----- | --------- |
| 1re             | Pierre Forgues |       | PS    | Gérard Trémège        |       | UDF (PR)  |
| 2e              | Claude Gaits   |       | MRG   | Philippe Douste-Blazy |       | UDF (CDS) |
| 3e              | Claude Miqueu  |       | PS    | Jean Glavany          |       | PS        |

## Pyrénées-Orientales

Députés élus des Pyrénées-Orientales par circonscription

| Circonscription | Député sortant  | Parti | Parti    | Député élu ou réélu | Parti | Parti    |
| --------------- | --------------- | ----- | -------- | ------------------- | ----- | -------- |
| 1re             | Claude Barate   |       | RPR      | Claude Barate       |       | RPR      |
| 2e              | Pierre Estève   |       | PS       | André Bascou        |       | RPR      |
| 3e              | François Calvet |       | UDF (PR) | Jacques Farran      |       | UDF (PR) |
| 4e              | Henri Sicre     |       | PS       | Henri Sicre         |       | PS       |

## Bas-Rhin

Députés élus du Bas-Rhin par circonscription

| Circonscription                                 | Député sortant         | Parti | Parti     | Député élu ou réélu | Parti | Parti     |
| ----------------------------------------------- | ---------------------- | ----- | --------- | ------------------- | ----- | --------- |
| 1re                                             | Émile Koehl            |       | UDF (CDS) | Harry Lapp          |       | diss. UDF |
| 2e                                              | Marc Reymann           |       | UDF (CDS) | Marc Reymann        |       | UDF (CDS) |
| 3e                                              | Jean Oehler*           |       | PS        | Alfred Muller       |       | MDR       |
| 4e                                              | André Durr             |       | RPR       | André Durr          |       | RPR       |
| 5e                                              | Germain Gengenwin      |       | UDF (CDS) | Germain Gengenwin   |       | UDF (CDS) |
| 6e                                              | Jean-Marie Caro        |       | UDF (CDS) | Alain Ferry         |       | MDR       |
| 7e                                              | Adrien Zeller          |       | UDF (CDS) | Adrien Zeller       |       | UDF (CDS) |
| 8e                                              | François Grussenmeyer* |       | RPR       | François Loos       |       | UDF (Rad) |
| 9e                                              | Bernard Schreiner      |       | RPR       | Bernard Schreiner   |       | RPR       |
| * député sortant ne se représentant pas en 1993 |                        |       |           |                     |       |           |

## Haut-Rhin

Députés élus de la Haut-Rhin par circonscription

| Circonscription | Député sortant       | Parti | Parti     | Député élu ou réélu | Parti | Parti     |
| --------------- | -------------------- | ----- | --------- | ------------------- | ----- | --------- |
| 1re             | Edmond Gerrer        |       | UDF (CDS) | Gilbert Meyer       |       | RPR       |
| 2e              | Jean-Paul Fuchs      |       | UDF (CDS) | Jean-Paul Fuchs     |       | UDF (CDS) |
| 3e              | Jean-Luc Reitzer     |       | RPR       | Jean-Luc Reitzer    |       | RPR       |
| 4e              | Jean Ueberschlag     |       | RPR       | Jean Ueberschlag    |       | RPR       |
| 5e              | Jean-Marie Bockel    |       | PS        | Joseph Klifa        |       | UDF (PSD) |
| 6e              | Jean-Jacques Weber   |       | UDF (CDS) | Jean-Jacques Weber  |       | UDF (CDS) |
| 7e              | Jean-Pierre Baeumler |       | PS        | Michel Habig        |       | RPR       |

## Rhône

Députés élus du Rhône par circonscription

| Circonscription | Député sortant                           | Parti | Parti     | Député élu ou réélu      | Parti | Parti         |
| --------------- | ---------------------------------------- | ----- | --------- | ------------------------ | ----- | ------------- |
| 1e              | Bernadette Isaac-Sibille                 |       | UDF (CDS) | Bernadette Isaac-Sibille |       | UDF (CDS)     |
| 2e              | Michel Noir                              |       | RPR       | Michel Noir              |       | Divers droite |
| 3e              | Jean-Michel Dubernard                    |       | RPR       | Jean-Michel Dubernard    |       | Divers droite |
| 4e              | Raymond Barre                            |       | app. UDF  | Raymond Barre            |       | app. UDF      |
| 5e              | Jean Rigaud                              |       | UDF (AD)  | Jean Rigaud              |       | UDF (AD)      |
| 6e              | Jean-Paul Bret                           |       | PS        | Marc Fraysse             |       | RPR           |
| 7e              | Jean-Jack Queyranne                      |       | PS        | Jean-Pierre Calvel       |       | UDF (Rad)     |
| 8e              | Alain Mayoud                             |       | UDF (PR)  | Alain Mayoud             |       | UDF (PR)      |
| 9e              | Francisque Perrut                        |       | UDF (PR)  | Francisque Perrut        |       | UDF (PR)      |
| 10e             | Jean Besson                              |       | RPR       | Jean Besson              |       | RPR           |
| 11e             | Gabriel Montcharmont                     |       | PS        | Jean-Claude Bahu         |       | RPR           |
| 12e             | Michel Terrot                            |       | RPR       | Michel Terrot            |       | RPR           |
| 13e             | Martine David suppléante de Jean Poperen |       | PS        | Martine David            |       | PS            |
| 14e             | Marie-Josèphe Sublet                     |       | PS        | André Gerin              |       | PCF           |

## Haute-Saône

Députés élus de la Haute-Saône par circonscription

| Circonscription | Député sortant     | Parti | Parti | Député élu ou réélu | Parti | Parti |
| --------------- | ------------------ | ----- | ----- | ------------------- | ----- | ----- |
| 1re             | Christian Bergelin |       | RPR   | Christian Bergelin  |       | RPR   |
| 2e              | Jean-Pierre Michel |       | PS    | Jean-Pierre Michel  |       | PS    |
| 3e              | Philippe Legras    |       | RPR   | Philippe Legras     |       | RPR   |

## Saône-et-Loire

Députés élus de Saône-et-Loire par circonscription

| Circonscription | Député sortant                              | Parti | Parti    | Député élu ou réélu | Parti | Parti    |
| --------------- | ------------------------------------------- | ----- | -------- | ------------------- | ----- | -------- |
| 1re             | Jean-Pierre Worms                           |       | PS       | Gérard Voisin       |       | UDF (PR) |
| 2e              | Jean-Marc Nesme                             |       | UDF (AD) | Jean-Marc Nesme     |       | UDF (AD) |
| 3e              | Bernard Loiseau suppléant d'André Billardon |       | PS       | Jean-Paul Anciaux   |       | RPR      |
| 4e              | Didier Mathus suppléant de Pierre Joxe      |       | PS       | Didier Mathus       |       | PS       |
| 5e              | Dominique Perben                            |       | RPR      | Dominique Perben    |       | RPR      |
| 6e              | René Beaumont                               |       | UDF (PR) | René Beaumont       |       | UDF (PR) |

## Sarthe

Députés élus de la Sarthe par circonscription

| Circonscription | Député sortant      | Parti | Parti | Député élu ou réélu | Parti | Parti    |
| --------------- | ------------------- | ----- | ----- | ------------------- | ----- | -------- |
| 1re             | Gérard Chasseguet   |       | RPR   | Pierre Hellier      |       | UDF (PR) |
| 2e              | Raymond Douyère     |       | PS    | Jean-Marie Geveaux  |       | RPR      |
| 3e              | Guy-Michel Chauveau |       | PS    | Antoine Joly        |       | RPR      |
| 4e              | François Fillon     |       | RPR   | François Fillon     |       | RPR      |
| 5e              | Jean-Claude Boulard |       | PS    | Pierre Gascher      |       | RPR      |

## Savoie

Députés élus de la Savoie par circonscription

| Circonscription | Député sortant                              | Parti | Parti | Député élu ou réélu | Parti | Parti    |
| --------------- | ------------------------------------------- | ----- | ----- | ------------------- | ----- | -------- |
| 1re             | Jean-Paul Calloud suppléant de Louis Besson |       | PS    | Gratien Ferrari     |       | UDF (PR) |
| 2e              | Michel Barnier                              |       | RPR   | Michel Barnier      |       | RPR      |
| 3e              | Roger Rinchet                               |       | PS    | Michel Bouvard      |       | RPR      |

## Haute-Savoie

Députés élus de la Haute-Savoie par circonscription

| Circonscription | Député sortant | Parti | Parti     | Député élu ou réélu | Parti | Parti     |
| --------------- | -------------- | ----- | --------- | ------------------- | ----- | --------- |
| 1re             | Jean Brocard   |       | UDF (PR)  | Bernard Accoyer     |       | RPR       |
| 2e              | Bernard Bosson |       | UDF (CDS) | Bernard Bosson      |       | UDF (CDS) |
| 3e              | Michel Meylan  |       | UDF (PR)  | Michel Meylan       |       | UDF (PR)  |
| 4e              | Claude Birraux |       | UDF (CDS) | Claude Birraux      |       | UDF (CDS) |
| 5e              | Pierre Mazeaud |       | RPR       | Pierre Mazeaud      |       | RPR       |

## Paris

Députés élus de Paris par circonscription

| Circonscription                                 | Député sortant                                | Parti  | Parti     | Député élu ou réélu      | Parti | Parti     |
| ----------------------------------------------- | --------------------------------------------- | ------ | --------- | ------------------------ | ----- | --------- |
| 1re                                             | Jacques Dominati*                             |        | UDF (PR)  | Laurent Dominati         |       | UDF (PR)  |
| 2e                                              | Jean Tiberi                                   |        | RPR       | Jean Tiberi              |       | RPR       |
| 3e                                              | Édouard Frédéric-Dupont*                      |        | CNIP      | Michel Roussin           |       | RPR       |
| 4e                                              | Gabriel Kaspereit                             |        | RPR       | Gabriel Kaspereit        |       | RPR       |
| 5e                                              | Claude-Gérard Marcus                          |        | RPR       | Claude-Gérard Marcus     |       | RPR       |
| 6e                                              | Jean-Yves Autexier suppléant de Georges Sarre |        | PS        | Georges Sarre            |       | PS        |
| 7e                                              | Alain Devaquet                                |        | RPR       | Alain Devaquet           |       | RPR       |
| 8e                                              | Pierre de Bénouville*                         |        | RPR       | Jean de Gaulle           |       | RPR       |
| 9e                                              | Vacant                                        | Vacant | Vacant    | Anne-Marie Couderc       |       | RPR       |
| 10e                                             | Jacques Toubon                                |        | RPR       | Jacques Toubon           |       | RPR       |
| 11e                                             | Nicole Catala                                 |        | RPR       | Nicole Catala            |       | RPR       |
| 12e                                             | Édouard Balladur                              |        | RPR       | Édouard Balladur         |       | RPR       |
| 13e                                             | René Galy-Dejean                              |        | RPR       | René Galy-Dejean         |       | RPR       |
| 14e                                             | Georges Mesmin                                |        | UDF (CDS) | Georges Mesmin           |       | UDF (AD)  |
| 15e                                             | Gilbert Gantier                               |        | UDF (PR)  | Gilbert Gantier          |       | UDF (PR)  |
| 16e                                             | Bernard Pons                                  |        | RPR       | Bernard Pons             |       | RPR       |
| 17e                                             | Françoise de Panafieu                         |        | RPR       | Françoise de Panafieu    |       | RPR       |
| 18e                                             | Alain Juppé                                   |        | RPR       | Alain Juppé              |       | RPR       |
| 19e                                             | Daniel Vaillant                               |        | PS        | Jean-Pierre Pierre-Bloch |       | UDF (PSD) |
| 20e                                             | Jean-Christophe Cambadélis                    |        | PS        | Jacques Féron            |       | app. RPR  |
| 21e                                             | Michel Charzat                                |        | PS        | Didier Bariani           |       | UDF (Rad) |
| * député sortant ne se représentant pas en 1993 |                                               |        |           |                          |       |           |

## Seine-Maritime

Députés élus de la Seine-Maritime par circonscription

| Circonscription                                 | Député sortant                                | Parti | Parti | Député élu ou réélu      | Parti | Parti      |
| ----------------------------------------------- | --------------------------------------------- | ----- | ----- | ------------------------ | ----- | ---------- |
| 1re                                             | Michel Bérégovoy                              |       | PS    | Jeanine Bonvoisin        |       | UDF (CDS)  |
| 2e                                              | Dominique Gambier                             |       | PS    | Pierre Albertini         |       | UDF (PPDF) |
| 3e                                              | Pierre Bourguignon                            |       | PS    | Michel Grandpierre       |       | PCF        |
| 4e                                              | Laurent Fabius                                |       | PS    | Laurent Fabius           |       | PS         |
| 5e                                              | Jean-Claude Bateux                            |       | PS    | Jean-Claude Bateux       |       | PS         |
| 6e                                              | Paul Dhaille                                  |       | PS    | Denis Merville           |       | RPR        |
| 7e                                              | Antoine Rufenacht                             |       | RPR   | Antoine Rufenacht        |       | RPR        |
| 8e                                              | André Duroméa*                                |       | PCF   | Daniel Colliard          |       | PCF        |
| 9e                                              | Jean Vittrant* suppléant de Frédérique Bredin |       | PS    | Charles Revet            |       | UDF (PR)   |
| 10e                                             | Jean-Marie Leduc                              |       | PS    | Alfred Trassy-Paillogues |       | RPR        |
| 11e                                             | Jean Beaufils                                 |       | PS    | Édouard Leveau           |       | RPR        |
| 12e                                             | Alain Le Vern                                 |       | PS    | Alain Le Vern            |       | PS         |
| * député sortant ne se représentant pas en 1993 |                                               |       |       |                          |       |            |

## Seine-et-Marne

Députés élus de Seine-et-Marne par circonscription

| Circonscription | Député sortant                            | Parti | Parti     | Député élu ou réélu | Parti | Parti     |
| --------------- | ----------------------------------------- | ----- | --------- | ------------------- | ----- | --------- |
| 1re             | Jean-Claude Mignon                        |       | RPR       | Jean-Claude Mignon  |       | RPR       |
| 2e              | Didier Julia                              |       | RPR       | Didier Julia        |       | RPR       |
| 3e              | Jean-Jacques Hyest                        |       | UDF (CDS) | Jean-Jacques Hyest  |       | UDF (CDS) |
| 4e              | Alain Peyrefitte                          |       | RPR       | Alain Peyrefitte    |       | RPR       |
| 5e              | Guy Drut                                  |       | RPR       | Guy Drut            |       | RPR       |
| 6e              | Robert Le Foll                            |       | PS        | Pierre Quillet      |       | RPR       |
| 7e              | Jean-Paul Planchou                        |       | PS        | Charles Cova        |       | RPR       |
| 8e              | Jean-Pierre Fourré                        |       | PS        | Gérard Jeffray      |       | UDF (PR)  |
| 9e              | Jacques Heuclin suppléant de Alain Vivien |       | PS        | Jean-Pierre Cognat  |       | RPR       |

## Yvelines

Députés élus des Yvelines par circonscription

| Circonscription                 | Député sortant                         | Parti | Parti               | Député élu ou réélu  | Parti | Parti                                        |
| ------------------------------- | -------------------------------------- | ----- | ------------------- | -------------------- | ----- | -------------------------------------------- |
| 1re                             | Étienne Pinte                          |       | RPR                 | Étienne Pinte        |       | RPR                                          |
| 2e                              | Franck Borotra                         |       | RPR                 | Franck Borotra       |       | RPR                                          |
| 3e                              | Paul-Louis Tenaillon                   |       | UDF (CDS)           | Paul-Louis Tenaillon |       | UDF (CDS)                                    |
| 4e                              | Pierre Lequiller                       |       | UDF (PR)            | Pierre Lequiller     |       | UDF (PR)                                     |
| 5e                              | Alain Jonemann                         |       | RPR                 | Jacques Myard        |       | RPR                                          |
| 6e                              | Michel Péricard                        |       | RPR                 | Michel Péricard      |       | RPR                                          |
| 7e                              | Jean Guigné suppléant de Michel Rocard |       | PS                  | Pierre Cardo         |       | UDF (PR)                                     |
| 8e                              | Bernard Schreiner                      |       | PS                  | Pierre Bédier        |       | RPR                                          |
| 9e                              | Henri Cuq                              |       | RPR                 | Henri Cuq            |       | RPR                                          |
| 10e                             | Christine Boutin                       |       | UDF (CDS)           | Christine Boutin     |       | UDF (CDS)                                    |
| 11e                             | Guy Malandain                          |       | PS                  | Jean-Michel Fourgous |       | puis {{Node-count limit exceeded\|parti=}}}} |
| 12{{Node-count limit exceeded}} | Jacques Masdeu-Arus                    | RPR}} | Jacques Masdeu-Arus | RPR}}                |       |                                              |

## Deux-Sèvres

Députés élus des Deux-Sèvres par circonscription

Node-count limit exceeded
Node-count limit exceeded

## Somme

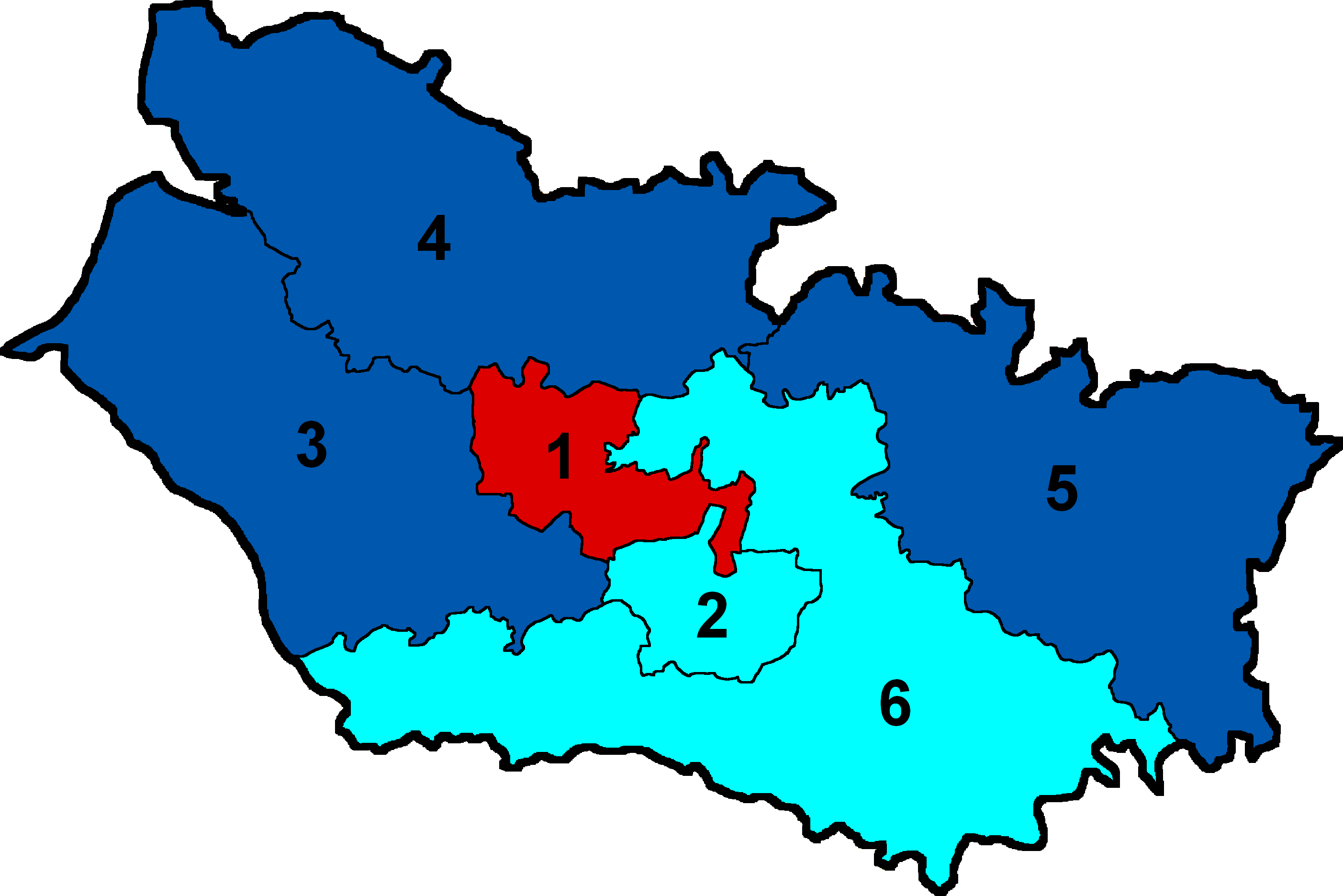
Députés élus de la Somme par circonscription

Node-count limit exceeded
Node-count limit exceeded

## Tarn

Députés élus du Tarn par circonscription

Node-count limit exceeded
Node-count limit exceeded

## Tarn-et-Garonne

Députés élus de Tarn-et-Garonne par circonscription

Node-count limit exceeded
Node-count limit exceeded

## Var

Députés élus du Var par circonscription

Node-count limit exceeded
Node-count limit exceeded

## Vaucluse

Députés élus de Vaucluse par circonscription

Node-count limit exceeded
Node-count limit exceeded

## Vendée

Députés élus de la Vendée par circonscription

Node-count limit exceeded
Node-count limit exceeded

## Vienne

Députés élus de la Vienne par circonscription

Node-count limit exceeded
Node-count limit exceeded

## Haute-Vienne

Députés élus de la Haute-Vienne par circonscription

Node-count limit exceeded
Node-count limit exceeded

## Vosges

Députés élus des Vosges par circonscription

Node-count limit exceeded
Node-count limit exceeded

## Yonne

Députés élus de l'Yonne par circonscription

Node-count limit exceeded
Node-count limit exceeded

## Territoire de Belfort

Députés élus du Territoire de Belfort par circonscription

Node-count limit exceeded
Node-count limit exceeded

## Essonne

Députés élus de l'Essonne par circonscription

Node-count limit exceeded
Node-count limit exceeded

## Hauts-de-Seine

Députés élus des Hauts-de-Seine par circonscription

Node-count limit exceeded
Node-count limit exceeded

## Seine-Saint-Denis

Députés élus de la Seine-Saint-Denispar circonscription

Node-count limit exceeded
Node-count limit exceeded

## Val-de-Marne

Députés élus du Val-de-Marne par circonscription

Node-count limit exceeded
Node-count limit exceeded

## Val-d'Oise

Députés élus du Val-d'Oise par circonscription

Node-count limit exceeded
Node-count limit exceeded

## Guadeloupe

Députés élus de Guadeloupe par circonscription

Node-count limit exceeded
Node-count limit exceeded

## Martinique

Députés élus de Martinique par circonscription

Node-count limit exceeded
Node-count limit exceeded

## Guyane

Députés élus de Guyane par circonscription

Node-count limit exceeded
Node-count limit exceeded

## La Réunion

Députés élus de La Réunion par circonscription

Node-count limit exceeded
Node-count limit exceeded

## Saint-Pierre-et-Miquelon

Député élu de Saint-Pierre-et-Miquelon

Node-count limit exceeded
Node-count limit exceeded

## Mayotte

Député élu de Mayotte

Node-count limit exceeded
Node-count limit exceeded

## Wallis-et-Futuna

Député élu de Wallis-et-Futuna

Node-count limit exceeded
Node-count limit exceeded

## Nouvelle-Calédonie

Députés élus de Nouvelle-Calédonie par circonscription

Node-count limit exceeded
Node-count limit exceeded

## Polynésie française

Députés élus de Polynésie française par circonscription

Node-count limit exceeded
Node-count limit exceeded